# Druga bitka na Marni
Druga bitka na Marni je bio posljednji veliki njemački napad tijekom Proljetne ofenzive u Prvom svjetskom ratu. Bitka se vodila od 15. srpnja do 6. kolovoza 1918. godine pokraj rijeke Marne, gdje se četiri godine ranije vodila Prva bitka na Marni. 
Vrhovni zapovjednik njemačkih snaga, Erich Ludendorff, potaknut uspjehom svojih četiriju velikih ofenziva u Francuskoj od ožujka do lipnja 1918., pokrenuo je novu ofenzivu želeći udaljiti francuske jedinice s bojišnice u Flandriji, prema kojoj je usmjeravao svoju posljednju i odlučujuću ofenzivu. Ludendorffov plan bio je osvojiti Reims i razdvojiti francuske jedinice. No, francuski zapovjednik, Ferdinand Foch, predvidio je ovakav tijek događaja tako da su se Nijemci neočekivano suočili sa snažnim otporom i protunapadima. Iako su njemačke jedinice na nekoliko mjesta uspjele prijeći rijeku Marnu, nisu uspjeli prodrijeti duboko u francusko područje. Francuska je imala pomoć britanskih, američkih i talijanskih trupa. 
Na jugozapadu, Nijemci su prodrli tek 10 km prije nego što su se povukli pod snažnom savezničkom paljbom. Dana 18. srpnja, Ludendorff je opozvao svoje trupe, dok je Antanta istovremeno pokrenula masovni kontranapad. Saveznici su napali njemačke položaje velikom silinom, pritom ih uhvativši potpuno nespremne. Tri dana kasnije, savezničke trupe prelaze Marnu, a Nijemci se povlače do linije Aisne-Vesle. Potpuno iscrpivši njemačku vojsku, ova bitka se pokazala ključnom što se promjene balansa moći na Zapadnom bojištu tiče. Bitka je službeno zaključena 6. kolovoza 1918. godine.

## Vanjske poveznice
Sestrinski projekti
|  | Zajednički poslužitelj ima još gradiva o temi Druga bitka na Marni |